# Alfréd Schaffer
Alfréd Schaffer (13 de fevereiro de 1893 - 28 de agosto de 1945) foi um futebolista e treinador de futebol húngaro nascido na atual Eslováquia.

## Carreira
Károly Dietz foi um dos treinadores do elenco da Seleção Húngara de Futebol da Copa do Mundo de 1938. 

## Ligações Externas
- Perfil em Fifa.com (em inglês)